# Finlands ambassad i Riyadh
Finlands ambassad i Saudiarabien öppnades ursprungligen 1 augusti 1974 i Jidda. I samband med att Saudiarabiens utrikesministerium flyttade från Jidda till Riyadh flyttade även ambassaden. Den nya ambassaden öppnade 1 juni 1985. De nuvarande lokalerna blev klara 1986, och verksamhet började 23 november 1986.